# Дос Сантос, Ане Марселле
Ане Марселе Гомес дос Сантос (порт.-браз. Ane Marcelle Gomes dos Santos; род. 12 января 1994, Рио-де-Жанейро) — бразильская лучница, выступающая в соревнованиях в стрельбе из олимпийского лука. Участница Олимпийских игр.

## Биография
Ане Марселе Гомес дос Сантос родилась 12 января 1994 года.
Училась в Университете Паулишта в Сан-Паулу по специальности физическая культура.
Замужем.

## Карьера
Начала заниматься стрельбой из лука в пятнадцатилетнем возрасте, последовав за своим братом.
Она выиграла бронзовую медаль в женском индивидуальном турнире на Панамериканском чемпионате 2014 года в Буэнос-Айресе и достигла стадии 1/8 финала на летних Олимпийских играх 2016 года. Дос Сантос в настоящее время тренируется под руководством Эвандро Азеведо на стрельбище Ирис (порт. Arquirod da Iris), расположенном на окраине ее родного города Марика в Рио-де-Жанейро.
Дос Сантос вошла в состав сборной решением Олимпийского комитета Бразилии. Она участвовала в Рио-де-Жанейро как в индивидуальных, так и в командных соревнованиях. В предварительном рейтинговом раунде дос Сантос набрала 637 очков, что стало 26-м результатом в общем рейтинге. Сумма трёх бразильских лучниц составила 1845 очков. Дос Сантос, Сара Никитин и Марина Канетта с одиннадцатым результатом в рейтинговом раунде уже в первом матче командного турнира проиграли итальянкам 0:6.
В женском индивидуальном турнире, дос Сантос успешно вышла в 1/8 финала, победив Саори Нагамине из Японии (7:3) и австралийку Алису Ингли (6:0). Но затем на пути к финалу она встретилась с британской Наоми Фолкард, которой уступила 2:6.
В 2018 году Ане Марселе дос Сантос выступила на Панамериканском чемпионате в Медельине, где стала бронзовым призёром в женском командном турнире. В индивидуальном первенстве завершила соревнования на стадии 1/8 финала. На этапе Кубка мира в Анталии не сумела пройти дальше первого раунда, а в Солт-Лейк-Сити остановилась в миксте на стадии 1/8 финала, а в личном турнире в 1/32 финала.
В 2019 году на этапе Кубка мира в Медельине достигла 1/8 финала и в индивидуальном, и смешанном парном турнирах. На Панамериканских играх в Лиме женская сборная Бразилии заняла четвёртое место в командном турнире. Дос Сантос также приняла участие в личном турнире и миксте, добравшись до 1/8 финала в обоих соревнованиях. На чемпионате мира в Хертогенбосе проиграла уже в первом раунде.
На Олимпийские игры 2020 года, перенесённые из-за пандемии коронавируса на год и ставшие для Ане Марселы дос Сантос вторыми, она попала по итогам квалификационного отбора в Монтеррее в 2021 году. В Токио бразильянка стала 33-й в рейтинговом раунде. В первом раунде женского индивидуального первенства дос Сантос попала на Ану Васкес из Мексики и одержала победу со счётом 6:4, но во втором раунде проиграла Ан Сан, будущей олимпийской чемпионке из Южной Кореи со счётом 1:7. На чемпионате мира 2021 года в Янктоне проиграла во втором раунде Лидии Сичениковой из Украины.